# Kolumb odkrywca
Kolumb odkrywca (oryg. Christopher Columbus: The Discovery) – film z 1992 roku w reżyserii Johna Glena.

## Obsada
- Georges Corraface – Krzysztof Kolumb
- Marlon Brando – Tomás de Torquemada
- Rachel Ward – Królowa Izabella
- Tom Selleck – król Ferdynand
- Robert Davi – Martín Pinzón
- Peter Guinness – Fra Perez
- Manuel de Blas – Vicente Pinzon
- Catherine Zeta-Jones – Beatriz Enriquez
- Mathieu Carrière – król Jan
- Oliver Cotton – Harana
- Benicio del Toro – Alvaro Harana

## Nagrody i nominacje
Złota Malina 1992
- Najgorszy aktor drugoplanowy - Tom Selleck
- Najgorszy film - Ilya Salkind (nominacja)
- Najgosza reżyseria - John Glen (nominacja)
- Najgorszy scenariusz - John Briley, Cary Bates, Mario Puzo (nominacja)
- Najgorszy aktor drugoplanowy - Marlon Brando (nominacja)
- Najgorszy debiut aktorski - Georges Corraface (nominacja)